# Vòng bảng UEFA Champions League 2016–17
Vòng bảng UEFA Champion League 2016-17 bắt đầu vào ngày 13 tháng 9 và kết thúc vào ngày 7 tháng 12 năm 2016. Tổng số 32 đội cạnh tranh trong giai đoạn này để chọn ra đội lọt vào vòng đấu loại trực tiếp của UEFA Champions League 2016-17.

## Lễ bốc thăm chia bảng
Lễ bốc thăm được tổ chức vào ngày 25 tháng 8 năm 2016, 18:00 giờ mùa hè Trung Âu, tại Grimaldi Forum, Monaco. 32 đội được phân thành các nhóm bốn đội, với quy tắc là các đội từ cùng một hiệp hội sẽ không cùng bảng với nhau. Các đội được chia thành bốn nhóm hạt giống vào bốn lọ bốc thăm dựa trên những nguyên tắc sau đây:
- Lọ 1 chứa đội đương kim giữ cúp và những nhà vô địch của 7 giải đấu hàng đầu dựa trên hệ số  hệ số quốc gia UEFA năm 2015 của họ.[4][5]
- Lọ 2, 3 và 4 chứa các đội còn lại, được phân hạt giống dựa trên hệ số hệ số câu lạc bộ UEFA năm 2016 của họ.[6][7][8]

Thêm vào đó, lễ bốc thăm được kiểm soát sao cho các đội từ cùng một liên đoàn bóng đá quốc gia được chia đều thành hai nhóm bảng đấu (A–D, E–H) nhằm mục đích tối đa hóa việc phát sóng truyền hình.
Tại mỗi lượt trận, bốn bảng đấu thi đấu vào thứ ba, trong khi bốn bảng còn lại thi đấu vào thứ tư. Thứ tự thi đấu thay đổi xen kẽ giữa mỗi lượt trận. Có một số quy định khác: ví dụ, đội từ cùng một thành phố (ví dụ như, Real Madrid và Atlético Madrid) không chơi trên sân nhà trong cùng một lượt trận (UEFA cố gắng để tránh các đội từ cùng một thành phố chơi trên sân nhà trong cùng một ngày hoặc hai ngày liên tiếp, vì lý do hậu cần và kiểm soát cổ động viên), và đội thuộc một số quốc gia (ví dụ như Nga, Kazakhstan, Belarus) không đá trận sân nhà vào lượt trận cuối vòng bảng (do thời tiết giá lạnh và quy định tất cả các trận đấu diễn ra cùng giờ).
Ngày 17 tháng 7 năm 2014, UEFA quyết định rằng các câu lạc bộ Ukraina và Nga sẽ không được thi đấu với nhau "cho đến khi có thông báo" do tình trạng chính trị bất ổn giữa 2 quốc gia. Vì vậy, Dynamo Kiev (Nhóm 3) và CSKA Moskva (Nhóm 1) và Rostov (Nhóm 4) không thể nằm chung cùng một bảng.

## Các đội
Dưới đây là các đội tham gia (với họ hệ số 2016 của đội bóng đó), được phân vào các bảng theo các nhóm hạt giống. Các đội này bao gồm 22 đội vào thẳng vòng bảng, và 10 đội chiến thắng của các vòng loại (5 đội thuộc Champinos Route, 5 đội thuộc League Route).
| Chú thích màu sắc                              |
| ---------------------------------------------- |
| Đội nhất và nhì bảng tiến vào vòng 1/16        |
| Đội hạng ba tiến vào vòng 32 đội Europa League |
| Tất cả các đội khác bị loại                    |

| Đội                 | Hệ số   |
| ------------------- | ------- |
| Real Madrid         | 176.142 |
| Barcelona           | 159.142 |
| Leicester City      | 15.256  |
| Bayern München      | 163.035 |
| Juventus            | 107.087 |
| Benfica             | 116.616 |
| Paris Saint-Germain | 112.549 |
| CSKA Moskva         | 48.716  |

| Đội               | Hệ số   |
| ----------------- | ------- |
| Atlético Madrid   | 144.142 |
| Borussia Dortmund | 110.035 |
| Arsenal           | 105.256 |
| Manchester City   | 99.256  |
| Sevilla           | 95.642  |
| Porto             | 92.616  |
| Napoli            | 90.087  |
| Bayer Leverkusen  | 89.035  |

| Đội                      | Hệ số  |
| ------------------------ | ------ |
| Basel                    | 87.755 |
| Tottenham Hotspur        | 74.256 |
| Dynamo Kiev              | 65.976 |
| Lyon                     | 63.049 |
| PSV Eindhoven            | 57.112 |
| Sporting CP              | 51.616 |
| Club Brugge              | 43.000 |
| Borussia Mönchengladbach | 42.035 |

| Đội                | Hệ số  |
| ------------------ | ------ |
| Celtic             | 40.460 |
| Monaco             | 36.549 |
| Beşiktaş           | 34.920 |
| Legia Warszawa     | 28.000 |
| Dinamo Zagreb      | 25.775 |
| Ludogorets Razgrad | 25.625 |
| Copenhagen         | 24.720 |
| Rostov             | 11.716 |

Ghi chú

## Thể thức

### Tiêu chí xếp hạng
Các đội được xếp hạng theo điểm số (3 điểm cho một chiến thắng, 1 điểm cho một trận hòa, 0 điểm cho một trận thua). Nếu hai hay nhiều đội bằng điểm với nhau, các tiêu chí sau đây được áp dụng để xác định thứ hạng (điều 17.01):
1. số điểm cao hơn trong các trận vòng bảng giữa hai đội
2. hiệu số bàn thắng thua cao hơn trong các trận vòng bảng giữa hai đội
3. số bàn thắng ghi được cao hơn trong các trận vòng bảng giữa hai đội
4. sô bàn thắng sân khách cao hơn trong các trận vòng bảng giữa hai đội
5. nếu sau khi việc áp dụng các tiêu chí 1 đến 4, các đội vẫn bằng nhau về thứ hạng, các tiêu chí 1 đến 4 được áp dụng dành riêng cho những trận đấu giữa các đội bóng liên quan để xác định thứ hạng chung cuộc. Nếu thủ tục này không thể phân định thứ hạng, áp dụng các tiêu chí 6 đến 12;
6. hiệu số bàn thắng cao hơn trong tất cả các trận đấu vòng bảng;
7. số bàn thắng được ghi cao hơn trong tất cả các trận đấu vòng bảng;
8. số bàn thắng sân khách ghi được cao hơn trong tất cả các trận đấu vòng bảng;
9. số trận thắng cao hơn trong tất cả các trận đấu vòng bảng;
10. số trận thắng sân khách cao hơn trong tất cả các trận đấu vòng bảng;
11. tổng điểm kỷ luật thấp hơn dựa trên số thẻ vàng và đỏ phải nhận được trong tất cả các trận đấu vòng bảng (thẻ đỏ = 3 điểm, thẻ vàng = 1 điểm, bị truất quyền thi đấu do hai thẻ vàng = 3 điểm)
12. hệ số câu lạc bộ cao hơn.

## Các bảng đấu
Các lượt trận diễn ra vào các ngày 13–14 tháng 9, 27–28 tháng 9 năm 18–19 tháng 10, 1–2 tháng 11, 22 và 23 tháng mười một, và 6–7 tháng 12 năm 2016. Các trận đấu bắt đầu vào lúc 20:45 giờ CEST/CET, trừ trận đấu ở lượt trận thứ 5 tại Nga diễn ra vào lúc 18:00 CET.
Thời gian thi đấu tới ngày 29 tháng 10 năm 2016 (các lượt trận 1–3) tính theo giờ CEST (UTC+2), các trận về sau (lượt trận 4 đến 6) múi giờ là CET (UTC+1).

### Group A
| VT | Đội                 | ST | T | H | B | BT | BB | HS  | Đ  | Giành quyền tham dự             |
| -- | ------------------- | -- | - | - | - | -- | -- | --- | -- | ------------------------------- |
| 1  | Arsenal             | 6  | 4 | 2 | 0 | 18 | 6  | +12 | 14 | Đi tiếp vào vòng loại trực tiếp |
| 2  | Paris Saint-Germain | 6  | 3 | 3 | 0 | 13 | 7  | +6  | 12 | Đi tiếp vào vòng loại trực tiếp |
| 3  | Ludogorets Razgrad  | 6  | 0 | 3 | 3 | 6  | 15 | −9  | 3  | Chuyển qua Europa League        |
| 4  | Basel               | 6  | 0 | 2 | 4 | 3  | 12 | −9  | 2  |                                 |

| Paris Saint-Germain | 1–1      | Arsenal     |
| ------------------- | -------- | ----------- |
| Cavani 1'           | Chi tiết | Sánchez 78' |

| Basel       | 1–1      | Ludogorets Razgrad |
| ----------- | -------- | ------------------ |
| Steffen 80' | Chi tiết | Jonathan Cafu 45'  |

| Ludogorets Razgrad | 1–3      | Paris Saint-Germain           |
| ------------------ | -------- | ----------------------------- |
| Natanael 16'       | Chi tiết | Matuidi 41' · Cavani 56', 60' |

| Arsenal         | 2–0      | Basel |
| --------------- | -------- | ----- |
| Walcott 7', 26' | Chi tiết |       |

| Arsenal                                                          | 6–0      | Ludogorets Razgrad |
| ---------------------------------------------------------------- | -------- | ------------------ |
| Sánchez 13' · Walcott 42' · Chamberlain 46' · Özil 56', 83', 87' | Chi tiết |                    |

| Paris Saint-Germain                             | 3–0      | Basel |
| ----------------------------------------------- | -------- | ----- |
| Di María 40' · Lucas 62' · Cavani 90+3' (ph.đ.) | Chi tiết |       |

| Ludogorets Razgrad             | 2–3      | Arsenal                           |
| ------------------------------ | -------- | --------------------------------- |
| Jonathan Cafu 12' · Keșerü 15' | Chi tiết | Xhaka 20' · Giroud 42' · Özil 88' |

| Basel     | 1–2      | Paris Saint-Germain       |
| --------- | -------- | ------------------------- |
| Zuffi 76' | Chi tiết | Matuidi 43' · Meunier 90' |

| Arsenal                                    | 2–2      | Paris Saint-Germain           |
| ------------------------------------------ | -------- | ----------------------------- |
| Giroud 45+1' (ph.đ.) · Verratti 60' (l.n.) | Chi tiết | Cavani 18' · Iwobi 77' (l.n.) |

| Ludogorets Razgrad | 0–0      | Basel |
| ------------------ | -------- | ----- |
|                    | Chi tiết |       |

| Paris Saint-Germain         | 2–2      | Ludogorets Razgrad           |
| --------------------------- | -------- | ---------------------------- |
| Cavani 61' · Di María 90+2' | Chi tiết | Misidjan 15' · Wanderson 69' |

| Basel       | 1–4      | Arsenal                        |
| ----------- | -------- | ------------------------------ |
| Doumbia 78' | Chi tiết | Pérez 8', 16', 47' · Iwobi 53' |

### Group B
| VT | Đội         | ST | T | H | B | BT | BB | HS | Đ  | Giành quyền tham dự             |
| -- | ----------- | -- | - | - | - | -- | -- | -- | -- | ------------------------------- |
| 1  | Napoli      | 6  | 3 | 2 | 1 | 11 | 8  | +3 | 11 | Đi tiếp vào vòng loại trực tiếp |
| 2  | Benfica     | 6  | 2 | 2 | 2 | 10 | 10 | 0  | 8  | Đi tiếp vào vòng loại trực tiếp |
| 3  | Beşiktaş    | 6  | 1 | 4 | 1 | 9  | 14 | −5 | 7  | Chuyển qua Europa League        |
| 4  | Dynamo Kyiv | 6  | 1 | 2 | 3 | 8  | 6  | +2 | 5  |                                 |

| Dynamo Kyiv | 1–2      | Napoli           |
| ----------- | -------- | ---------------- |
| Harmash 26' | Chi tiết | Milik 36', 45+2' |

| Benfica   | 1–1      | Beşiktaş      |
| --------- | -------- | ------------- |
| Cervi 12' | Chi tiết | Talisca 90+3' |

| Beşiktaş     | 1–1      | Dynamo Kyiv   |
| ------------ | -------- | ------------- |
| Quaresma 29' | Chi tiết | Tsyhankov 65' |

| Napoli                                            | 4–2      | Benfica                 |
| ------------------------------------------------- | -------- | ----------------------- |
| Hamšík 20' · Mertens 51', 58' · Milik 54' (ph.đ.) | Chi tiết | Guedes 70' · Salvio 86' |

| Napoli                               | 2–3      | Beşiktaş                         |
| ------------------------------------ | -------- | -------------------------------- |
| Mertens 30' · Gabbiadini 69' (ph.đ.) | Chi tiết | Adriano 12' · Aboubakar 38', 86' |

| Dynamo Kyiv | 0–2      | Benfica                       |
| ----------- | -------- | ----------------------------- |
|             | Chi tiết | Salvio 9' (ph.đ.) · Cervi 55' |

| Beşiktaş             | 1–1      | Napoli     |
| -------------------- | -------- | ---------- |
| Quaresma 79' (ph.đ.) | Chi tiết | Hamšík 82' |

| Benfica              | 1–0      | Dynamo Kyiv |
| -------------------- | -------- | ----------- |
| Salvio 45+2' (ph.đ.) | Chi tiết |             |

| Beşiktaş                                         | 3–3      | Benfica                             |
| ------------------------------------------------ | -------- | ----------------------------------- |
| Tosun 58' · Quaresma 83' (ph.đ.) · Aboubakar 89' | Chi tiết | Guedes 10' · Semedo 25' · Fejsa 31' |

| Napoli | 0–0      | Dynamo Kyiv |
| ------ | -------- | ----------- |
|        | Chi tiết |             |

| Dynamo Kyiv                                                                                               | 6–0      | Beşiktaş |
| --- | -------- | -------- |
| Besyedin 9' · Yarmolenko 30' (ph.đ.) · Buyalskyi 32' · González 45+3' · Sydorchuk 60' · Júnior Moraes 77' | Chi tiết |          |

| Benfica     | 1–2      | Napoli                     |
| ----------- | -------- | -------------------------- |
| Jiménez 87' | Chi tiết | Callejón 60' · Mertens 79' |

### Group C
| VT | Đội                      | ST | T | H | B | BT | BB | HS  | Đ  | Giành quyền tham dự             |
| -- | ------------------------ | -- | - | - | - | -- | -- | --- | -- | ------------------------------- |
| 1  | Barcelona                | 6  | 5 | 0 | 1 | 20 | 4  | +16 | 15 | Đi tiếp vào vòng loại trực tiếp |
| 2  | Manchester City          | 6  | 2 | 3 | 1 | 12 | 10 | +2  | 9  | Đi tiếp vào vòng loại trực tiếp |
| 3  | Borussia Mönchengladbach | 6  | 1 | 2 | 3 | 5  | 12 | −7  | 5  | Chuyển qua Europa League        |
| 4  | Celtic                   | 6  | 0 | 3 | 3 | 5  | 16 | −11 | 3  |                                 |

| Barcelona                                                       | 7–0      | Celtic |
| --------------------------------------------------------------- | -------- | ------ |
| Messi 3', 27', 60' · Neymar 50' · Iniesta 59' · Suárez 75', 88' | Chi tiết |        |

| Manchester City                               | 4–0      | Borussia Mönchengladbach |
| --------------------------------------------- | -------- | ------------------------ |
| Agüero 9', 28' (ph.đ.), 77' · Iheanacho 90+1' | Chi tiết |                          |

| Borussia Mönchengladbach | 1–2      | Barcelona             |
| ------------------------ | -------- | --------------------- |
| Hazard 34'               | Chi tiết | Turan 65' · Piqué 74' |

| Celtic                                | 3–3      | Manchester City                             |
| ------------------------------------- | -------- | ------------------------------------------- |
| Dembélé 3', 47' · Sterling 20' (l.n.) | Chi tiết | Fernandinho 12' · Sterling 28' · Nolito 55' |

| Celtic | 0–2      | Borussia Mönchengladbach |
| ------ | -------- | ------------------------ |
|        | Chi tiết | Stindl 57' · Hahn 77'    |

| Barcelona                        | 4–0      | Manchester City |
| -------------------------------- | -------- | --------------- |
| Messi 17', 61', 69' · Neymar 89' | Chi tiết |                 |

| Borussia Mönchengladbach | 1–1      | Celtic              |
| ------------------------ | -------- | ------------------- |
| Stindl 32'               | Chi tiết | Dembélé 76' (ph.đ.) |

| Manchester City                   | 3–1      | Barcelona |
| --------------------------------- | -------- | --------- |
| Gündoğan 39', 74' · De Bruyne 51' | Chi tiết | Messi 21' |

| Celtic | 0–2      | Barcelona              |
| ------ | -------- | ---------------------- |
|        | Chi tiết | Messi 24', 56' (ph.đ.) |

| Borussia Mönchengladbach | 1–1      | Manchester City |
| ------------------------ | -------- | --------------- |
| Raffael 23'              | Chi tiết | Silva 45+1'     |

| Barcelona                       | 4–0      | Borussia Mönchengladbach |
| ------------------------------- | -------- | ------------------------ |
| Messi 16' · Turan 50', 53', 67' | Chi tiết |                          |

| Manchester City | 1–1      | Celtic     |
| --------------- | -------- | ---------- |
| Iheanacho 8'    | Chi tiết | Roberts 4' |

### Bảng D
| VT | Đội             | ST | T | H | B | BT | BB | HS | Đ  | Giành quyền tham dự             |
| -- | --------------- | -- | - | - | - | -- | -- | -- | -- | ------------------------------- |
| 1  | Atlético Madrid | 6  | 5 | 0 | 1 | 7  | 2  | +5 | 15 | Đi tiếp vào vòng loại trực tiếp |
| 2  | Bayern Munich   | 6  | 4 | 0 | 2 | 14 | 6  | +8 | 12 | Đi tiếp vào vòng loại trực tiếp |
| 3  | Rostov          | 6  | 1 | 2 | 3 | 6  | 12 | −6 | 5  | Chuyển qua Europa League        |
| 4  | PSV Eindhoven   | 6  | 0 | 2 | 4 | 4  | 11 | −7 | 2  |                                 |

| Bayern München                                                         | 5–0      | Rostov |
| ---------------------------------------------------------------------- | -------- | ------ |
| Lewandowski 28' (ph.đ.) · Müller 45+2' · Kimmich 53', 60' · Bernat 90' | Chi tiết |        |

| Bayern München | Rostov |

| PSV Eindhoven | 0–1      | Atlético Madrid |
| ------------- | -------- | --------------- |
|               | Chi tiết | Saúl 43'        |

| PSV Eindhoven | Atlético Madrid |

| Atlético Madrid | 1–0      | Bayern München |
| --------------- | -------- | -------------- |
| Carrasco 35'    | Chi tiết |                |

| Atlético Madrid | Bayern München |

| Rostov        | 2–2      | PSV Eindhoven                  |
| ------------- | -------- | ------------------------------ |
| Poloz 9', 38' | Chi tiết | Pröpper 14' · L. de Jong 45+1' |

| Rostov | PSV Eindhoven |

| Bayern München                                          | 4–1      | PSV Eindhoven |
| ------------------------------------------------------- | -------- | ------------- |
| Müller 13' · Kimmich 21' · Lewandowski 59' · Robben 84' | Chi tiết | Narsingh 41'  |

| Bayern München | PSV Eindhoven |

| Rostov | 0–1      | Atlético Madrid |
| ------ | -------- | --------------- |
|        | Chi tiết | Carrasco 62'    |

| Rostov | Atlético Madrid |

| PSV Eindhoven | 1–2      | Bayern München               |
| ------------- | -------- | ---------------------------- |
| Arias 14'     | Chi tiết | Lewandowski 34' (ph.đ.), 74' |

| PSV Eindhoven | Bayern München |

| Atlético Madrid      | 2–1      | Rostov     |
| -------------------- | -------- | ---------- |
| Griezmann 28', 90+3' | Chi tiết | Azmoun 30' |

| Atlético Madrid | Rostov |

| Rostov | v        | Bayern München |
| ------ | -------- | -------------- |
|        | Chi tiết |                |

| Atlético Madrid | v        | PSV Eindhoven |
| --------------- | -------- | ------------- |
|                 | Chi tiết |               |

| Bayern München | v        | Atlético Madrid |
| -------------- | -------- | --------------- |
|                | Chi tiết |                 |

| PSV Eindhoven | v        | Rostov |
| ------------- | -------- | ------ |
|               | Chi tiết |        |

### Bảng E
| VT | Đội               | ST | T | H | B | BT | BB | HS | Đ  | Giành quyền tham dự             |
| -- | ----------------- | -- | - | - | - | -- | -- | -- | -- | ------------------------------- |
| 1  | Monaco            | 6  | 3 | 2 | 1 | 9  | 7  | +2 | 11 | Đi tiếp vào vòng loại trực tiếp |
| 2  | Bayer Leverkusen  | 6  | 2 | 4 | 0 | 8  | 4  | +4 | 10 | Đi tiếp vào vòng loại trực tiếp |
| 3  | Tottenham Hotspur | 6  | 2 | 1 | 3 | 6  | 6  | 0  | 7  | Chuyển qua Europa League        |
| 4  | CSKA Moscow       | 6  | 0 | 3 | 3 | 5  | 11 | −6 | 3  |                                 |

| Tottenham Hotspur | 1–2      | AS Monaco             |
| ----------------- | -------- | --------------------- |
| Alderweireld 45'  | Chi tiết | Silva 16' · Lemar 31' |

| Bayer Leverkusen            | 2–2      | CSKA Moscow                |
| --------------------------- | -------- | -------------------------- |
| Mehmedi 9' · Çalhanoğlu 15' | Chi tiết | Dzagoev 36' · Eremenko 38' |

| CSKA Moscow | 0–1      | Tottenham Hotspur |
| ----------- | -------- | ----------------- |
|             | Chi tiết | Son Heung-min 71' |

| AS Monaco  | 1–1      | Bayer Leverkusen |
| ---------- | -------- | ---------------- |
| Glik 90+4' | Chi tiết | Hernández 73'    |

| CSKA Moscow | 1–1      | AS Monaco |
| ----------- | -------- | --------- |
| Traoré 34'  | Chi tiết | Silva 87' |

| Bayer Leverkusen | 0–0      | Tottenham Hotspur |
| ---------------- | -------- | ----------------- |
|                  | Chi tiết |                   |

| Tottenham Hotspur | 0–1      | Bayer Leverkusen |
| ----------------- | -------- | ---------------- |
|                   | Chi tiết | Kampl 65'        |

| AS Monaco                     | 3–0      | CSKA Moscow |
| ----------------------------- | -------- | ----------- |
| Germain 13' · Falcao 29', 41' | Chi tiết |             |

| CSKA Moscow | v        | Bayer Leverkusen |
| ----------- | -------- | ---------------- |
|             | Chi tiết |                  |

| AS Monaco | v        | Tottenham Hotspur |
| --------- | -------- | ----------------- |
|           | Chi tiết |                   |

| Bayer Leverkusen | v        | AS Monaco |
| ---------------- | -------- | --------- |
|                  | Chi tiết |           |

| Tottenham Hotspur | v        | CSKA Moscow |
| ----------------- | -------- | ----------- |
|                   | Chi tiết |             |

Notes
1. ^ a b c Tottenham Hotspur play their home matches at Wembley Stadium, London instead of their regular stadium, White Hart Lane, London, due to renovation.[24]

### Bảng F
| VT | Đội               | ST | T | H | B | BT | BB | HS  | Đ  | Giành quyền tham dự             |  | DOR | RM  | LEG | SPO |
| -- | ----------------- | -- | - | - | - | -- | -- | --- | -- | ------------------------------- |  | --- | --- | --- | --- |
| 1  | Borussia Dortmund | 6  | 4 | 2 | 0 | 21 | 9  | +12 | 14 | Đi tiếp vào vòng loại trực tiếp |  | —   | 2–2 | 8–4 | 1–0 |
| 2  | Real Madrid       | 6  | 3 | 3 | 0 | 16 | 10 | +6  | 12 | Đi tiếp vào vòng loại trực tiếp |  | 2–2 | —   | 5–1 | 2–1 |
| 3  | Legia Warsaw      | 6  | 1 | 1 | 4 | 9  | 24 | −15 | 4  | Chuyển qua Europa League        |  | 0–6 | 3–3 | —   | 1–0 |
| 4  | Sporting CP       | 6  | 1 | 0 | 5 | 5  | 8  | −3  | 3  |                                 |  | 1–2 | 1–2 | 2–0 | —   |

| Real Madrid                | 2–1      | Sporting CP     |
| -------------------------- | -------- | --------------- |
| Ronaldo 89' · Morata 90+4' | Chi tiết | Bruno César 48' |

| Legia Warsaw | 0–6      | Borussia Dortmund                                                                                  |
| ------------ | -------- | -------------------------------------------------------------------------------------------------- |
|              | Chi tiết | Götze 7' · Papastathopoulos 15' · Bartra 17' · Raphaël Guerreiro 51' · Castro 76' · Aubameyang 87' |

| Sporting CP            | 2–0      | Legia Warsaw |
| ---------------------- | -------- | ------------ |
| B. Ruiz 28' · Dost 37' | Chi tiết |              |

| Borussia Dortmund             | 2–2      | Real Madrid              |
| ----------------------------- | -------- | ------------------------ |
| Aubameyang 43' · Schürrle 87' | Chi tiết | Ronaldo 17' · Varane 68' |

| Sporting CP     | 1–2      | Borussia Dortmund         |
| --------------- | -------- | ------------------------- |
| Bruno César 67' | Chi tiết | Aubameyang 9' · Weigl 43' |

| Real Madrid                                                              | 5–1      | Legia Warsaw        |
| ------------------------------------------------------------------------ | -------- | ------------------- |
| Bale 16' · Jodłowiec 20' (l.n.) · Asensio 37' · Vázquez 68' · Morata 85' | Chi tiết | Radović 22' (ph.đ.) |

| Borussia Dortmund | 1–0      | Sporting CP |
| ----------------- | -------- | ----------- |
| Ramos 12'         | Chi tiết |             |

| Legia Warsaw                                | 3–3      | Real Madrid                         |
| ------------------------------------------- | -------- | ----------------------------------- |
| Odjidja-Ofoe 40' · Radović 58' · Moulin 83' | Chi tiết | Bale 1' · Benzema 35' · Kovačić 85' |

| Sporting CP | 1–2      | Real Madrid |
| ----------- | -------- | ----------- |
|             | Chi tiết |             |

| Borussia Dortmund                                                                    | 8–4      | Legia Warsaw                                     |
| ------------------------------------------------------------------------------------ | -------- | ------------------------------------------------ |
| Kagawa 17', 18' · Nuri Şahin 20' · Dembélé 29' · Reus 32', 52', 90+2' · Passlack 81' | Chi tiết | Prijović 10', 24' · Kucharczyk 57' · Nikolić 83' |

| Real Madrid | v        | Borussia Dortmund |
| ----------- | -------- | ----------------- |
|             | Chi tiết |                   |

| Legia Warsaw | v        | Sporting CP |
| ------------ | -------- | ----------- |
|              | Chi tiết |             |

Notes
1. ^ The Legia Warsaw v Real Madrid match will be played behind closed doors due to punishment by UEFA.[25][27]

### Group G
| VT | Đội            | ST | T | H | B | BT | BB | HS  | Đ  | Giành quyền tham dự             |
| -- | -------------- | -- | - | - | - | -- | -- | --- | -- | ------------------------------- |
| 1  | Leicester City | 6  | 4 | 1 | 1 | 7  | 6  | +1  | 13 | Đi tiếp vào vòng loại trực tiếp |
| 2  | Porto          | 6  | 3 | 2 | 1 | 9  | 3  | +6  | 11 | Đi tiếp vào vòng loại trực tiếp |
| 3  | Copenhagen     | 6  | 2 | 3 | 1 | 7  | 2  | +5  | 9  | Chuyển qua Europa League        |
| 4  | Club Brugge    | 6  | 0 | 0 | 6 | 2  | 14 | −12 | 0  |                                 |

| Club Brugge | 0–3      | Leicester City                          |
| ----------- | -------- | --------------------------------------- |
|             | Chi tiết | Albrighton 5' · Mahrez 29', 61' (ph.đ.) |

| Porto      | 1–1      | København     |
| ---------- | -------- | ------------- |
| Otávio 13' | Chi tiết | Cornelius 52' |

| København                                                          | 4–0      | Club Brugge |
| ------------------------------------------------------------------ | -------- | ----------- |
| Denswil 53' (l.n.) · Delaney 64' · Santander 69' · Jørgensen 90+2' | Chi tiết |             |

| Leicester City | 1–0      | Porto |
| -------------- | -------- | ----- |
| Slimani 25'    | Chi tiết |       |

| Leicester City | 1–0      | København |
| -------------- | -------- | --------- |
| Mahrez 40'     | Chi tiết |           |

| Club Brugge | 1–2      | Porto                           |
| ----------- | -------- | ------------------------------- |
| Vossen 12'  | Chi tiết | Layún 68' · Silva 90+3' (ph.đ.) |

| København | v        | Leicester City |
| --------- | -------- | -------------- |
|           | Chi tiết |                |

| Porto | v        | Club Brugge |
| ----- | -------- | ----------- |
|       | Chi tiết |             |

| Leicester City | v        | Club Brugge |
| -------------- | -------- | ----------- |
|                | Chi tiết |             |

| København | v        | Porto |
| --------- | -------- | ----- |
|           | Chi tiết |       |

| Club Brugge | v        | København |
| ----------- | -------- | --------- |
|             | Chi tiết |           |

| Porto | v        | Leicester City |
| ----- | -------- | -------------- |
|       | Chi tiết |                |

### Group H
| VT | Đội           | ST | T | H | B | BT | BB | HS  | Đ  | Giành quyền tham dự             |
| -- | ------------- | -- | - | - | - | -- | -- | --- | -- | ------------------------------- |
| 1  | Juventus      | 6  | 4 | 2 | 0 | 11 | 2  | +9  | 14 | Đi tiếp vào vòng loại trực tiếp |
| 2  | Sevilla       | 6  | 3 | 2 | 1 | 7  | 3  | +4  | 11 | Đi tiếp vào vòng loại trực tiếp |
| 3  | Lyon          | 6  | 2 | 2 | 2 | 5  | 3  | +2  | 8  | Chuyển qua Europa League        |
| 4  | Dinamo Zagreb | 6  | 0 | 0 | 6 | 0  | 15 | −15 | 0  |                                 |

| Lyon                                 | 3–0      | Dinamo Zagreb |
| ------------------------------------ | -------- | ------------- |
| Tolisso 13' · Ferri 49' · Cornet 57' | Chi tiết |               |

| Juventus | 0–0      | Sevilla |
| -------- | -------- | ------- |
|          | Chi tiết |         |

| Sevilla        | 1–0      | Lyon |
| -------------- | -------- | ---- |
| Ben Yedder 52' | Chi tiết |      |

| Dinamo Zagreb | 0–4      | Juventus                                                  |
| ------------- | -------- | --------------------------------------------------------- |
|               | Chi tiết | Pjanić 24' · Higuaín 31' · Dybala 57' · Šemper 85' (l.n.) |

| Dinamo Zagreb | 0–1      | Sevilla   |
| ------------- | -------- | --------- |
|               | Chi tiết | Nasri 37' |

| Lyon | 0–1      | Juventus     |
| ---- | -------- | ------------ |
|      | Chi tiết | Cuadrado 76' |

| Sevilla | v        | Dinamo Zagreb |
| ------- | -------- | ------------- |
|         | Chi tiết |               |

| Juventus | v        | Lyon |
| -------- | -------- | ---- |
|          | Chi tiết |      |

| Dinamo Zagreb | v        | Lyon |
| ------------- | -------- | ---- |
|               | Chi tiết |      |

| Sevilla | v        | Juventus |
| ------- | -------- | -------- |
|         | Chi tiết |          |

| Lyon | v        | Sevilla |
| ---- | -------- | ------- |
|      | Chi tiết |         |

| Juventus | v        | Dinamo Zagreb |
| -------- | -------- | ------------- |
|          | Chi tiết |               |